# John C. Rice

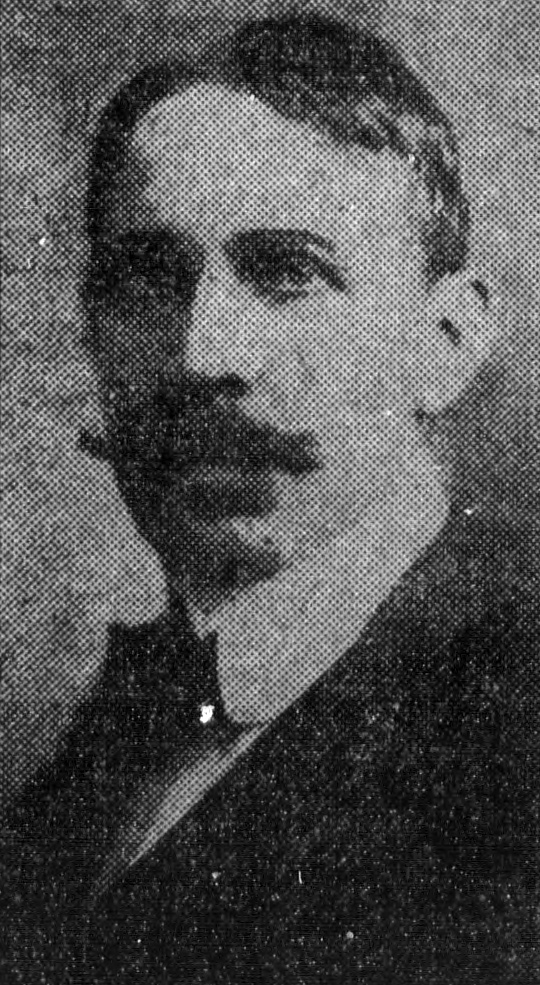
John C. Rice (1908)

John C. Rice (gebürtiger John C. Hillburg; * 7. April 1857 in Beaverkill, New York; † 5. Juni 1915 in Philadelphia, Pennsylvania) war ein US-amerikanischer Schauspieler.

## Leben
John C. Hillburg wurde im April 1857 (nach anderen Quellen 1858) in Beaverkill als Sohn schwedischer Immigranten geboren.
Er trat zunächst als Kontorsionist und später als Komiker auf. Unter dem Bühnennamen John C. Rice wurde er dann als Theaterschauspieler am New Yorker Broadway populär. Später war er auch in frühen Stummfilmproduktionen zu sehen. Sein gemeinsamer Auftritt mit May Irwin in William Heises Film Der Kuss aus dem Jahr 1896 zeigt in einer Nachstellung der romantischen Schlussszene des Broadway-Musicals The Widow Jones den ersten Kuss der Filmgeschichte.
Gemeinsam mit seiner Bühnenpartnerin Sally Cohen, mit der er seit 1890 verheiratet war, trat er im Vaudeville-Theater auf. Ihre erfolgreiche Bühnenpartnerschaft hielt 15 Jahre; zuletzt verdienten beide 600 US-Dollar pro Woche. Aus seiner Ehe mit Cohen ging die spätere Sängerin Gladys Rice (1890–1983) hervor.
Rice starb 1915 während der Vorbereitungen zu Dreharbeiten mit Regisseur Siegmund Lubin im Hotel Majestic in Philadelphia an den Folgen einer Nierenerkrankung.

## Theatrografie
- 1891: John C. Rice (Bijou Theatre, New York)
- 1891: A Knotty Affair (New York)
- 1895: The Widow Jones (Bijou Theatre, New York)
- 1897: Courted Into Court (Harlem Opera House, später Grand Opera House, New York)
- 1901: Are You a Mason? (Wallack's Theatre, New York)
- 1903: Vivian's Papas (Garrick Theatre)

## Filmografie
- 1896: Der Kuss (The Kiss)
- 1900: The Kleptomaniacs